# Сигдал
Сигдал (норв. Sigdal) — коммуна в губернии Бускеруд в Норвегии. Административный центр коммуны — город Престфосс. Официальный язык коммуны — букмол. Население коммуны на 2007 год составляло 3524 чел. Площадь коммуны Сигдал — 842,14 км², код-идентификатор — 0621. 
В 1945 году в Престфоссе был открыт краеведческий музей (Sigdal Museum) с артефактами народного творчества и сельской архитектуры XV — XIX веков.

## История населения коммуны
Население коммуны за последние 60 лет.

Статистика коммуны Сигдал